# Leucania roseorufa
Leucania roseorufa là một loài bướm đêm trong họ Noctuidae.